# Барделебен, Генрих Адольф фон
Генрих Адольф фон Барделебен (нем. Heinrich Adolf von Bardeleben; 1 марта 1819, Франкфурт-на-Одере — 24 сентября 1895, Берлин) — германский военный хирург и преподаватель. Считается одним из создателей немецкой военной хирургии.

## Биография
Окончил гимназию в родном городе, изучал медицину в 1837—1843 годах в Берлине, Гейдельберге, Гиссене и Париже, получил докторскую степень 15 декабря 1841 года за исследование о железах внутренней секреции. С 1840 года, ещё до окончания обучения, был ассистентом в физиологическом институте в Гейдельберге. В 1843 году был приглашён в Гиссен в качестве ассистента физиологии и затем прозектора; в 1844 году был назначен приват-доцентом, с 1848 года был экстраординарным профессором, в 1849 году получил должность ординарного профессора хирургии и директора хирургической и глазной клиники в Грейфсвальде, а также председателя медицинской экзаменационной комиссии.
После начала Австро-прусско-итальянской войны в 1866 году Барделебен был назначен главным врачом и хирургом-консультантом в полевых лазаретах Гичинского участка фронта. Осенью 1868 года его назначили в Берлинский университет ординарным профессором хирургии и директором хирургической клиники при королевской больнице «Шарите». В 1870 году он был командирован в первую армию хирургом-консультантом и назначен в 1872 году главным врачом санитарного корпуса; в том же году он стал основателем Немецкого хирургического общества. В 1876—1877 годах был ректором Берлинского университета, в 1882 году был назначен тайным советником кайзера Вильгельма I.
Научное имя Барделебен создал себе своим «Lehrbuch der Chirurgie und Operationslehre» (Берлин, 1852; 8 издание в 4-х томах — Берлин, 1879—1882, русский перевод — СПб, 1874), который в Германии и за границей встретил полное одобрение. Остальные его труды рассеяны в издававшихся Миллером и Вирховом «Archiven», в «Archiven für physiol. Heilkunde» и так далее. Его рефераты об успехах хирургии, которые он, начиная с 1851 года, писал для «Jahresberichte» Канштата и продолжений, редактировавшихся Вирховом и Гиршем, оценивались особенно высоко. Уже с 1869 года Барделебен стал применять в своей клинике листеровский антисептический метод лечения ран. Данный им более упрощённый способ, с успехом испробованный в берлинском «Шарите», встретил в то время всеобщее одобрение.